# Saccogyna
Saccogyna là một chi rêu trong họ Geocalycaceae.